# Kot Diji
Kot Diji (Urdu: کوٹ ڈیجی) ist ein modernes Dorf und eine danach benannte Ausgrabungsstätte in Pakistan. Der Ort liegt am linken Ufer des Indus, gegenüber von Mohenjo-Daro. Die Ruinen befinden sich nahe einer Festung, die von Mir Suhrab (1803–30) erbaut wurde. 
Kot Diji ist für die Forschung von einiger Bedeutung, da sich unter den Schichten der Indus-Kultur solche einer älteren Kultur fanden, die von ca. 3400 bis 2650 v. Chr. datiert werden kann. Die Stadt bestand wie die meisten Orte der Indus-Kultur aus zwei Teilen. Es gab eine Zitadelle und eine eigentliche Wohnstadt. Diese Einteilung bestand schon in der Zeit vor der Indus-Kultur. 
Typische Funde dieser frühen Kultur sind runde Gefäße mit einer Rillenverzierung und solche mit einem Kragenrand, die oft eine Bemalung in Schwarz auf einen roten Grund zeigen. Die Besonderheit vieler Funde ist, dass viele der Keramikformen weiterhin in der Induskultur belegt sind. Auch andere Funde belegen dieses Bild, so fand man Modellwagen und Tierfiguren. Beide Fundgattungen sind auch für die Induskultur typisch.
Vor den Ausgrabungen in Kot Diji blieb der Ursprung der Indus-Kultur rätselhaft. Es gab keine eindeutige Kultur, die als Vorgänger bezeichnet werden konnte. In Kot Diji fand man nun eine solche, die um 3400 v. Chr. begann und dann fast nahtlos in die Indus-Kultur überging.